# Collegio plurinominale Abruzzo - 01 (Camera dei deputati 2020)
Il collegio elettorale plurinominale Abruzzo - 01 è un collegio elettorale plurinominale della Repubblica italiana per l'elezione della Camera dei deputati.

## Territorio
Come previsto dalla legge n. 51 del 27 maggio 2019, il collegio è stato definito tramite decreto legislativo all'interno della Circoscrizione Abruzzo.
Il collegio comprende l'intera circoscrizione cioè tutti e tre i collegi uninominali Abruzzo - 01 (Chieti), Abruzzo - 02 (Pescara) e Abruzzo - 03 (L'Aquila).

## XIX legislatura

### Risultati elettorali
|                               | Fratelli d'Italia                                       | 174 548   | 27,89 | 2 | 298 684 | 47,73 | 3 |  |  |
|                               | Forza Italia                                            | 69 488    | 11,10 | 1 | 298 684 | 47,73 | 3 |  |  |
|                               | Lega per Salvini Premier                                | 50 374    | 8,05  | – | 298 684 | 47,73 | 3 |  |  |
|                               | Noi Moderati                                            | 4 274     | 0,68  | – | 298 684 | 47,73 | 3 |  |  |
|                               | Partito Democratico - Italia Democratica e Progressista | 104 047   | 16,63 | 1 | 137 269 | 21,94 | – |  |  |
|                               | Alleanza Verdi e Sinistra                               | 16 946    | 2,71  | – | 137 269 | 21,94 | – |  |  |
|                               | +Europa                                                 | 12 356    | 1,97  | – | 137 269 | 21,94 | – |  |  |
|                               | Impegno Civico – Centro Democratico                     | 3 920     | 0,63  | – | 137 269 | 21,94 | – |  |  |
|                               | Movimento 5 Stelle                                      | 115 456   | 18,45 | 1 | 115 456 | 18,45 | – |  |  |
|                               | Azione - Italia Viva                                    | 39 311    | 6,28  | 1 | 39 311  | 6,28  | – |  |  |
|                               | Italexit                                                | 11 494    | 1,84  | – | 11 494  | 1,84  | – |  |  |
|                               | Unione Popolare                                         | 10 774    | 1,72  | – | 10 774  | 1,72  | – |  |  |
|                               | Italia Sovrana e Popolare                               | 6 931     | 1,11  | – | 6 931   | 1,11  | – |  |  |
|                               | Vita                                                    | 2 963     | 0,47  | – | 2 963   | 0,47  | – |  |  |
|                               | Alternativa per l'Italia (PdF - Exit)                   | 1 708     | 0,27  | – | 1 708   | 0,27  | – |  |  |
|                               | Sud chiama Nord                                         | 1 162     | 0,19  | – | 1 162   | 0,19  | – |  |  |
| Totale                        | Totale                                                  | 625 752   | 100   | 6 | 625 752 | 100   | 3 |  |  |
|                               |                                                         |           |       |   |         |       |   |  |  |
| Voti non validi               | Voti non validi                                         | 31 382    | 4,78  |   |         |       |   |  |  |
| Votanti                       | Votanti                                                 | 657 134   | 63,99 |   |         |       |   |  |  |
| Elettori                      | Elettori                                                | 1 026 974 |       |   |         |       |   |  |  |
|                               |                                                         |           |       |   |         |       |   |  |  |
| Data: 25 settembre 2022       |                                                         |           |       |   |         |       |   |  |  |
| Fonte: Ministero dell'interno |                                                         |           |       |   |         |       |   |  |  |

### Eletti

#### Eletti nei collegi uninominali
Eletti nella coalizione di centro-destra (FdI - Lega - FI - NM)
| Collegio uninominale | Eletto | Eletto         | Partito           |
| -------------------- | ------ | -------------- | ----------------- |
| 1. Chieti            |        | Alberto Bagnai | Lega              |
| 2. Pescara           |        | Guerino Testa  | Fratelli d'Italia |
| 3. L'Aquila          |        | Giorgia Meloni | Fratelli d'Italia |

#### Eletti nella quota proporzionale
| Fratelli d'Italia               | Movimento 5 Stelle | Partito Democratico-IDP | Forza Italia   | Azione - Italia Viva     |
| ------------------------------- | ------------------ | ----------------------- | -------------- | ------------------------ |
|                                 |                    |                         |                |                          |
| Fabio Roscani Rachele Silvestri | Daniela Torto      | Luciano D'Alfonso       | Nazario Pagano | Giulio Cesare Sottanelli |